# Ola Englund
Ola Englund (Estocolm, 27 de setembre de 1981) és un músic suec, compositor, productor de gravació, guitarrista, home de negocis i YouTuber. És membre de fundar de la banda Temuda, i actua de guitarra solista a la banda de metall suec The Haunted, i sol ser membre també de la banda Six Feet Under. També ha format part de Sarpoint, Facing Death, Subcyde, i Sorcerer.
L'any 2017 va llançar la seva pròpia marca de guitarra, Solar Guitars. I l'any 2019 va publicar el seu primer àlbum en solitari anomenat Master Of The Universe.
El 2018 la revista Total Guitar el va premiar com a Millor Personalitat a Internet i un dels seus models de guitarra Solar com el segon millor de l'any.

## Influències
Ola cita com a infliències més grans a Pantera, Dream Theater, Nevermore, Testament, Bolt Thrower, Entombed, i Opeth.

## Discografia
| Any  | Banda            | Àlbum                   | Notes                                                   |
| ---- | ---------------- | ----------------------- | ------------------------------------------------------- |
| 2005 | Facing Death     | Facing Death            | Demo                                                    |
| 2007 | Subcyde          | Subcyde                 |                                                         |
| 2007 | Feared           | Feared                  |                                                         |
| 2008 | Feared           | Feared (EP)             |                                                         |
| 2011 | Feared           | Rejects                 |                                                         |
| 2011 | Scarpoint        | Mask of Sanity          |                                                         |
| 2012 | Feared           | Refeared                |                                                         |
| 2013 | Feared           | Furor Incarnatus        |                                                         |
| 2013 | Feared           | Vinter                  |                                                         |
| 2013 | Six Feet Under   | Unborn                  |                                                         |
| 2014 | Feared           | Elemental Nightmares II |                                                         |
| 2014 | The Haunted      | Eye of the Storm (EP)   |                                                         |
| 2014 | The Haunted      | Exit Wounds             |                                                         |
| 2015 | Feared           | Synder                  |                                                         |
| 2016 | Feared           | Reborn                  |                                                         |
| 2017 | Feared           | Svart                   |                                                         |
| 2017 | The Haunted      | Strength in Numbers     |                                                         |
| 2019 | Ola Englund      | Master of the Universe  |                                                         |
| 2021 | Ola Englund      | Starzinger              |                                                         |
| 2023 | The Chug Project | Volume 1                | Les cançons es basen en els riffs de "Sunday with Ola". |
| 2023 | The Chug Project | Volume 2                | Les cançons es basen en els riffs de "Sunday with Ola". |

### Singles
- Pizza Hawaii (2019)
- Cerberus (2019)
- Solar Pt. 1 (2019)
- The Sun & The Moon (2020)
- Stars & Ponies (2020)
- Cringy AF (2021)
- Demon(etized) (2021)
- "The First of its Kind" (2023)
- "Live In You" (2023)

## Equip
Englund ha tingut guitarres de signatura pròpia de les marques Strictly 7 (2011-2013) i Washburn (2013-2017), així com amplificadors de signatura pròpia de Fortin (2010-2014) i Randall (2014–present). El novembre de 2017 Englund va anunciar el llançament de la seva pròpia marca de guitarres, Solar.